# Farsi (ö)
Farsi (persiska: فارسی), eller Jazireh-ye Farsi (جَزيرِۀ فارسی), är en iransk ö i Persiska viken. Den hör till delprovinsen (shahrestan) Tangestan i provinsen Bushehr, i den sydvästra delen av landet. På ön, som har en yta på 0,25 kvadratkilometer, finns en militäranläggning och en fyr.